# November - I cinque giorni dopo il Bataclan
November - I cinque giorni dopo il Bataclan (Novembre) è un film del 2022 diretto da Cédric Jimenez.

## Trama
Nel gennaio del 2015, Abdelhamid Abaaoud riesce a sfuggire a un'operazione di polizia internazionale ad Atene dove è presente Fred, commissario della direzione antiterrorismo francese. Dieci mesi dopo, gli attentati del 13 novembre 2015 colpiscono Parigi, uccidendo 130 persone. Per cinque interminabili giorni, l'antiterrorismo guida le indagini per la cattura dei terroristi in fuga tra Parigi, le sue banlieue, Bruxelles e il Marocco, tra intercettazioni e testimonianze, arrivando fino al raid a Saint-Denis del 18 novembre.

## Distribuzione
Il film è stato presentato in anteprima il 22 maggio 2022 al 75º Festival di Cannes, fuori concorso. È stato distribuito nelle sale cinematografiche franco-belghe a partire dal 5 ottobre 2022 e in quelle italiane a partire dal 20 aprile 2023.

## Accoglienza

### Incassi
Il film ha incassato l'equivalente di 17,9 milioni di dollari al botteghino francese.

## Riconoscimenti
- 2023 - Premi César[4]
  - Candidatura per il miglior regista a Cédric Jimenez
  - Candidatura per il miglior attore a Jean Dujardin
  - Candidatura per la miglior attrice non protagonista ad Anaïs Demoustier
  - Candidatura per il miglior attrice non protagonista a Lyna Khoudri
  - Candidatura per il miglior montaggio a Laure Gardette
  - Candidatura per il miglior sonoro a Cédric Deloche, Alexis Place, Gwennolé Le Borgne e Marc Doisne
  - Candidatura per i migliori effetti speciali a Mikaël Tanguy
- 2023 - Premi Magritte[5]
  - Candidatura per il migliore attore non protagonista a Jérémie Renier